# 오천초등학교 빙도분교
오천초등학교 빙도분교는 대한민국 충청남도 보령시 천북면 낙동리 126-6에 있었던 공립 초등학교이다.

## 연혁
- 1975. 03. 01 - 오천초등학교 빙도분교장 설립
- 1976. 02. 28 - 제1회 졸업(5명)
- 2000. 02. 16 - 제24회 졸업(3명), (총 105명 졸업)
- 2001. 03. 01 - 오천초등학교로 통폐합